# Ruukki

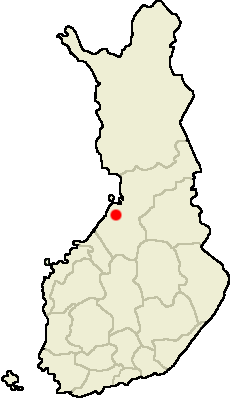
Locatie van Ruukki

Ruukki is een voormalige gemeente in de Finse provincie Oulu en in de Finse regio Noord-Österbotten. De gemeente had een totale oppervlakte van 774 km² en telde 4546 inwoners in 2003.
In 2007 ging de gemeente op in Siikajoki.

## Partnersteden
- Ale (Zweden)